# Jezuš, ljubav moja
Jezuš, ljubav moja (Isus, moja ljubav) međimursko-kajkavski je molitvenik, kojega su napisali Juraj Lajtman, Ivan Kuhar i Ignac Lipnjak 1912. godine o svojem trošku. Molitvenik ujedno je katekizam i pjesmarica. Neznan autor je i pisao drugi međimurski molitvenik Jezuš, moja želja, koji je sličan Lajtmanovomu molitveniku. Jezuš ljubav moja bio je zapravo zadnji kajkavski molitvenik do 1993. godine
Jezik molitvenika nije čisti kajkavski, nego miješan štokavsko-kajkavski. Samo nekoliko kajkavizma ima, kao Jezuš Kristuš (Isus Krist), kaj (što), što (tko), Otec, Oče (Otac), zato (zašto), te se mješa kajkavski i štokavski futur (bude, će). Zapravo Lajtman je htio fuzionirati s hrvatskim jezikom standardom na štokavštini [Je li htio s hrvatskim ili s hrvatskim i sa srpskim?], dok je iz međimurske kajkavštine toliko elementa prihvatio, da bi mu jezik bio blizak vjernicima. Josip Margitaj je pokušao razviti međimurski standard, baš samo za razjedinjavanje međimurskih Hrvata, da bi ih asimilirali. Margitaj naime je publicirao dvojezična izdanja, neka Međimurci se naučiju mađarski jezik. Margitajov mađaronski list Muraköz/Medjumurje u Čakovcu je pisao protiv molitvenika, gdje je Lajtman obilježen kao protudržavni i protumađarski element, jer u svojem molitveniku hrvatski književni jezik upotrebljava, govori hrvatski u školi i crkvi, itn.
„Ti si, Bože, za istinu Otec svih ljudi. Moj otec, kojega imam ovdje na zemlji, veli mi naviek, kaj mi je činiti, kaj ne; a to zato što me ljubi. Tako si i ti, Bože, svim ljudima, jer ih ljubiš, po svom Sinu rekao, kaj moraju činiti, kaj ne, da budu dobri i tebi povoljni.

Hoću slušati tvojega Sina Jezuš i učiniti sve, kaj mi zapovieda. Ako slušam Jezuša, slušam i tebe, Oče nebeski!

Jezuša budem slušao kod propoviedi i u nauku kršćanskom. S tihom radosti budem si usadio u srce opomene njegove; nikad ih ne budem pozabio, nego svagdje budem se tako vladao, kako mi je Jezuš rekao, da ti želiš.”
Katekizam Kršćanski nauk je odjeljeno poglavlje u molitveniku. Napisao ga je Ivan Kuhar. Kuhar je bio Slovenac iz Prekomurja, gdje još u 20. stoljeću je bio u uporabi prekomurski jezik. Ovaj jezik po Jožefu Borovnjaku i Jožefu Kleklu je i fuzionirao književnomu slovenskomu jeziku, dok sačuvao svoje originalne tipičnosti i nove posuđene riječi deklinirao po prekomurskom gramatičnom pravilu. Kuhar vjerojatno je progledao stare kajkavske i suvremene hrvatske, slovenske i prekomurske katekizme. Inače prekomurske knjige su čitali i Međimurci, jer njihov jezik je vrlo sličan kajkavskomu narječju.
„Kaj treba učiniti, ako imamo tugju stvar pri sebi ili ako smo drugomu hotomice kvar učinili?

Ako imamo tugju stvar pri sebi, moramo ju povratiti, a kvar moramo naknaditi kak najprije možemo, jer drukčije ne ćemo dobiti oproštenje grieha.”
Posljednje pogljavje molitvenika je pjesmarica (Pjesme), pjesme su napisane samo na hrvatskom jeziku. Lipnjak je sastavio pjesmaricu.
„1. O ti Isus, uspomena – Preslatkoga tvog Imena, – Kako puna je slatkosti, – Utješenja i radosti!

2. Niti izreć može slovo, – Nit' napisat ruka ovo, – Ona samo znade duša, – Koja tebe sretna kuša.

3. Tisi radost u žalosti, – Ti si sunce u tamnosti, – Više nego mogu želit, – Ti me možeš razveselit.”
Spomenutima su se pridružili, kao svećenik, Vinko Žganec iz Dekanovca, Stjepan Možar i Stjepan Vidušić.
1993. godine Vilmoš Harangozo (rođen u Gradišću) napisao je novi kajkavski molitvenik Ruža nebeska, u kojem je posudio molitve iz Lajtmanovega molitvenika i štokavizme zamijenio s kajkavskimi iz pomurskog dijalekta.